# Leanchoilia
La leancoilia (gen. Leanchoilia) è un artropode estinto, vissuto nel Cambriano medio (circa 505 milioni di anni fa). I suoi resti sono stati rinvenuti nel famoso giacimento di Burgess Shales, in Columbia Britannica (Canada) e in quello di Maotianshan, in Cina.

## Descrizione
Il corpo di forma vagamente ovale di questo artropode ricorda quello dei merostomi (Merostomata): lo scudo cefalico era di forma quasi triangolare, con una piccola punta rivolta all'insù, seguito da undici segmenti corporei. Al termine del corpo vi era una breve spina caudale con delle piccole spine laterali. Di fronte allo scudo cefalico questo animale possedeva due bizzarre appendici: la parte iniziale è formata da quattro segmenti robusti e incurvati verso l'avanti, ma il secondo e terzo segmento terminano in lunghi rami. Queste strutture finiscono in estremità anulate, a forma di frusta, mentre il quarto segmento, anch'esso allungato, è dotato di tre artigli, oltre che estendersi nella stessa forma a frusta. Come molti artropodi, la leancoilia possedeva appendici biramate al di sotto dei segmenti, costituite da un ramo “arto” e da un ramo “branchia”. Le branchie erano molto allungate e si estendevano anche oltre i brevi arti, a suggerire che questo animale fosse un nuotatore. Un nuovo lavoro su numerosi esemplari conosciuti di leancoilia, presentato da Garcìa-Bellido e Collins (2007), ha portato alla luce altre caratteristiche dell'animale precedentemente passate inosservate. Tra queste, una doppia carena che percorreva il dorso e due paia di occhi.

## Specie

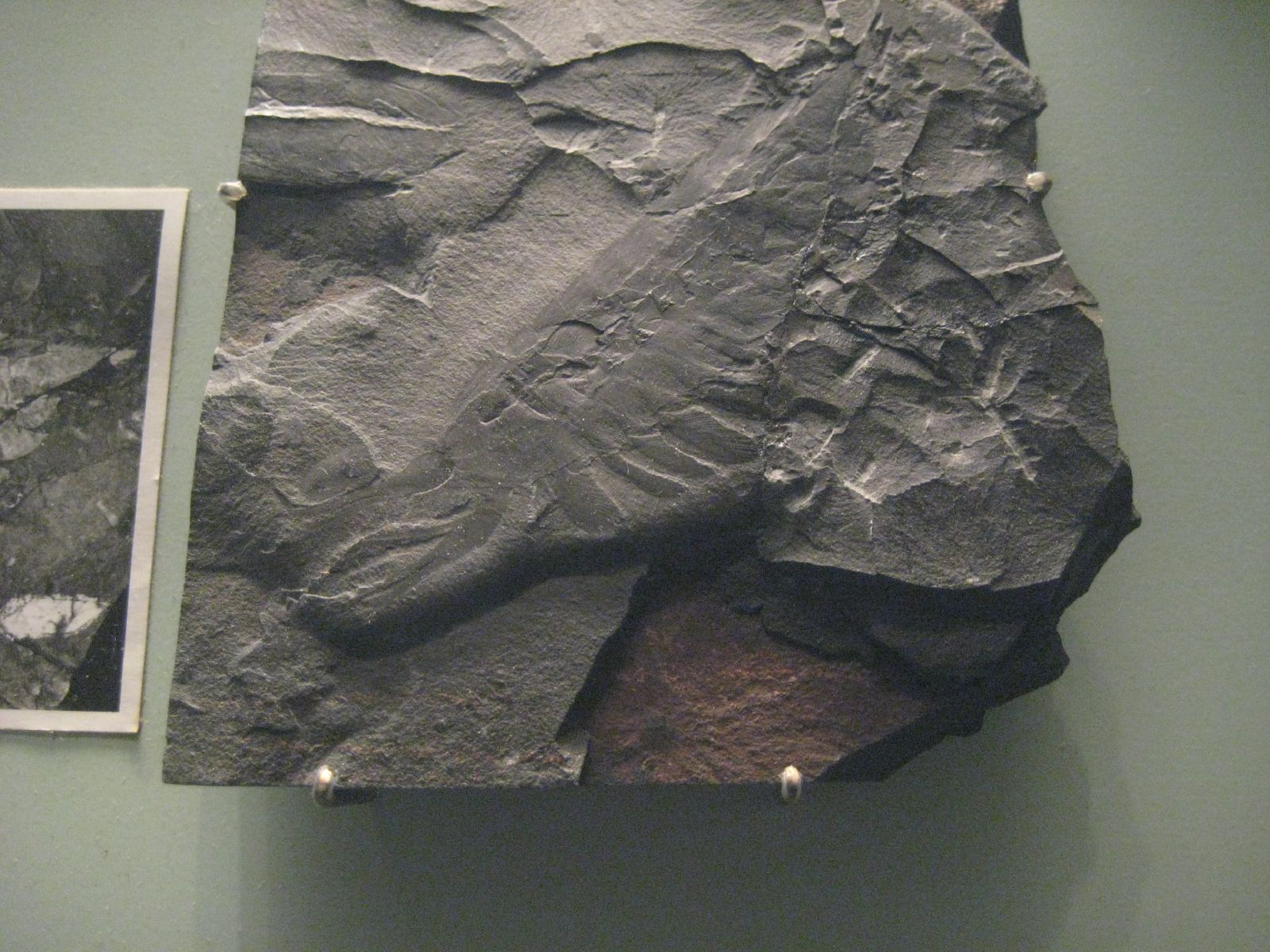
Fossile di Leanchoilia Superlata.

L'articolo di Garcìa-Bellido e Collins ha permesso di comprendere che probabilmente nella fauna di Burgess Shales esistevano due specie di leancoilia: la specie tipo, L. superlata, e la specie descritta da Simonetta negli anni '70, L. persephone; quest'ultima, precedentemente considerata identica alla specie tipo, era in realtà sprovvista di doppia carena dorsale e le appendici erano più corte; la punta dello scudo cefalico, inoltre, non era rivolta all'insù. È possibile, comunque, che le due specie possano essere un esempio di dimorfismo sessuale.
Nel 1987 è stata invece descritta una specie di leancoilia proveniente dal giacimento di Chengjiang, in Cina: L. illecebrosa. Questa specie in un primo tempo era ritenuta appartenere al genere Alalcomenaeus. Un altro animale molto simile è l'australiano Oestokerkus.

## Possibile modo di vita

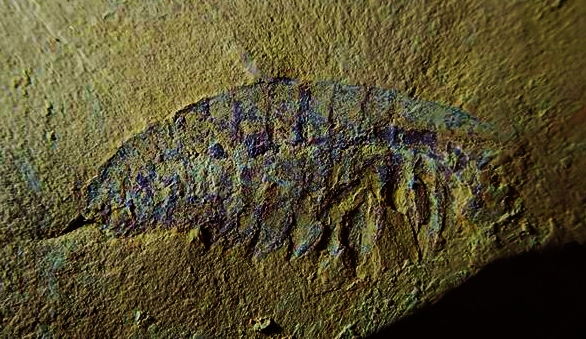
Fossile di Leanchoilia illecebrosa

Non si conosce la funzione delle grandi appendici, ma Bruton e Whittington (1983) hanno ipotizzato che queste strutture, conservate in vari esemplari con orientamenti diversi, potessero essere utili quando l'animale voleva adagiarsi sul fondo. Durante il nuoto, forse, esse venivano tenute ripiegate all'indietro per facilitare i movimenti. Forse la leancoilia utilizzava le grandi appendici per procacciarsi il cibo, trascinandole sul fondale come una sorta di “spazzolone”.